# Мокрая Тростянка
Мокрая Тростянка — река в России, протекает по Ивантеевскому району Саратовской области. Устье реки находится в 37 км по левому берегу реки Чернава. Длина реки составляет 15 км.

## Данные водного реестра
По данным государственного водного реестра России относится к Нижневолжскому бассейновому округу, водохозяйственный участок реки — Малый Иргиз от истока и до устья. Речной бассейн реки — Волга от верхнего Куйбышевского водохранилища до впадения в Каспий.
Код объекта в государственном водном реестре — 11010001412112100009409.